# Павлівський заказник
Павлівський заказник — ландшафтний заказник місцевого значення. Об'єкт розташований на території Кегичівського району Харківської області, село Павлівка.
Площа — 108,5 га, статус отриманий у 2001 році.